# Bujari
Bujari, amtlich portugiesisch Município de Bujari, ist eine Kleinstadt mit großem Gemeindegebiet im Nordwesten des brasilianischen Bundesstaates Acre.
Die Gemeinde hatte nach der Volkszählung 2022 12.917 Einwohner, die Bujarienser (portugiesisch burjarienses) genannt werden. Die Einwohnerzahl wurde nach der Schätzung des IBGE von 2024 auf 13.766 Bewohner berechnet. Die Fläche beträgt 3034,869 km², die Bevölkerungsdichte 4,3 Personen pro km². Die Entfernung zur Hauptstadt Rio Branco beträgt 20 km. Der urban bebaute Raum des Hauptortes betrug 2010 unter 0,5 km².

## Geographie
Bujari liegt im Amazonas-Regenwald, die Höhe beträgt 238 Meter. Das Biom wird Amazônia genannt.

## Geschichte
Die Gründung als selbständiges Município erfolgte 1992 durch Ausgliederung aus Rio Branco. Der Ort hat im Norden eine Grenze zum Bundesstaat Amazonas.

## Stadtverwaltung
Bei der Kommunalwahl 2016 wurde Romualdo Araújo des Partido Comunista do Brasil (PCdoB) zum Stadtpräfekten (Bürgermeister) für die Amtszeit von 2017 bis 2020 gewählt.
Bei der Kommunalwahl 2020 wurde er durch João Edvaldo Teles de Lima des Partido Democrático Trabalhista (PDT) für die Amtszeit von 2021 bis 2024 abgelöst.

## Demografie

### Bevölkerungsentwicklung
| Jahr | Einwohner | Stadt | Land  |
| --- | --------- | ----- | ----- |
| 2000 | 5.826     | 1.628 | 4.198 |
| 2010 | 8.474     | 3.681 | 4.793 |
| 2021 | 10.572    | ?     | ?     |
| Hier fehlt eine Grafik, die leider im Moment aus technischen Gründen nicht angezeigt werden kann. Wir arbeiten daran! |           |       |       |

Quelle: IBGE (2011)

### Ethnische Zusammensetzung
Ethnische Gruppen nach der statistischen Einteilung des IBGE (Stand 2000 mit 5.286 Einwohnern, Stand 2010 mit 8.471 Einwohnern):
| Gruppe      | Anteil 2000     | Anteil 2010         | Anmerkung                        |
| ----------- | --------------- | ------------------- | -------------------------------- |
| Brancos     | 968 (16,62 %)   | ▲ 1.774 (20,94 %) ▲ | Weiße, Nachfahren von Europäern  |
| Pardos      | 4.381 (75,20 %) | ▲ 5.861 (69,19 %) ▼ | Mischrassige, Mulatten, Mestizen |
| Pretos      | 438 (7,51 %)    | ▲ 543 (6,41 %) ▼    | Schwarze                         |
| Amarelos    | 19 (0,33 %)     | ▲ 282 (3,33 %) ▲    | Asiaten                          |
| Indígenas   | 4 (0,07 %)      | ▲ 11 (0,13 %) ▲     | indigene Bevölkerung             |
| ohne Angabe | 15              | –                   |                                  |

## Verkehrsanbindung
Durch Bujari führt die diagonale Bundesstraße BR-364, die nach Nordwesten bis Peru verbindet und nach Südosten bis São Paulo.
Der internationale Hauptstadt-Flughafen Rio Branco liegt rund 10 km östlich.